# Alone di 22°

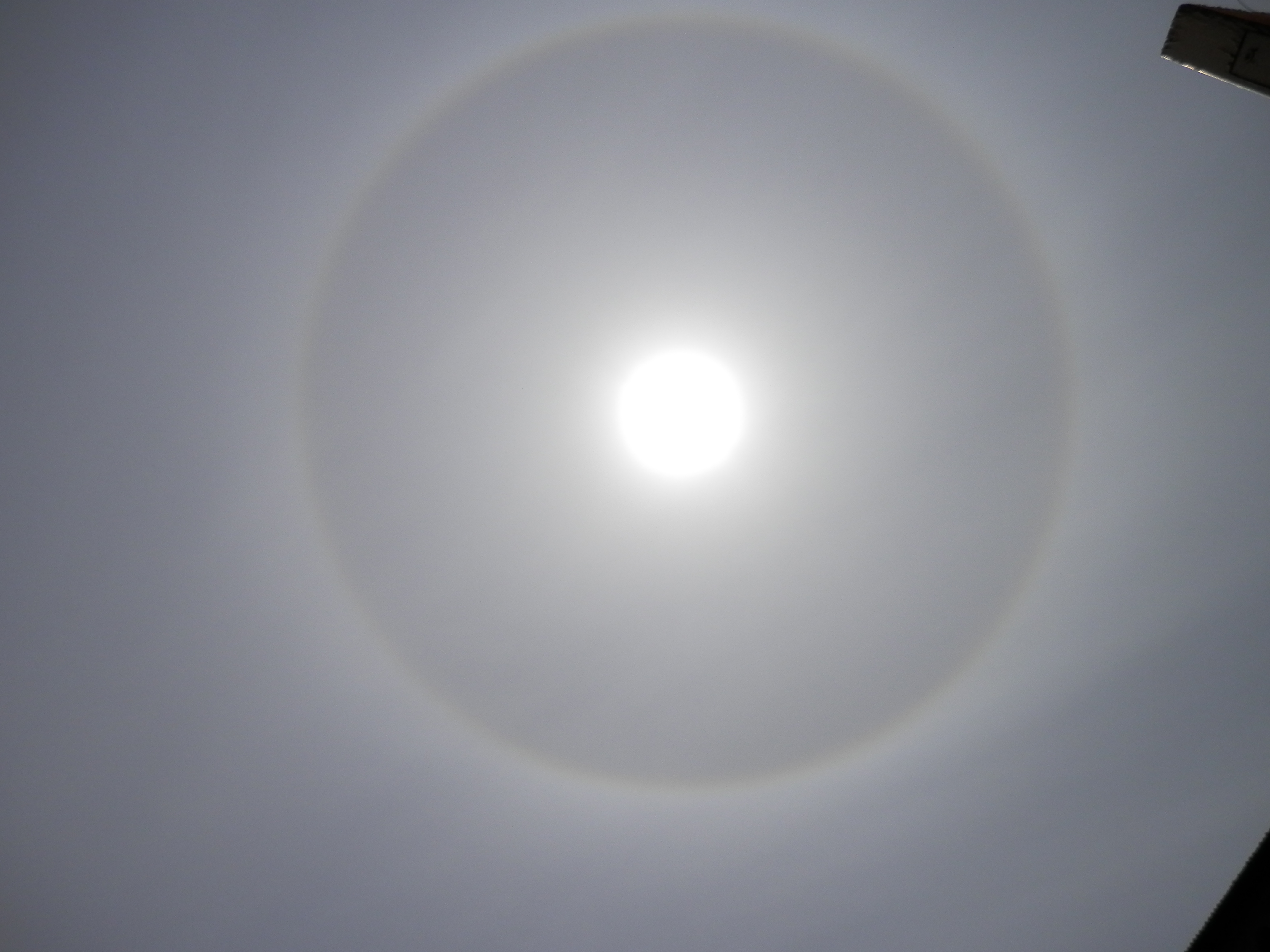
Alone di 22° (Scandiano 12-05-2014, ore 12:13).

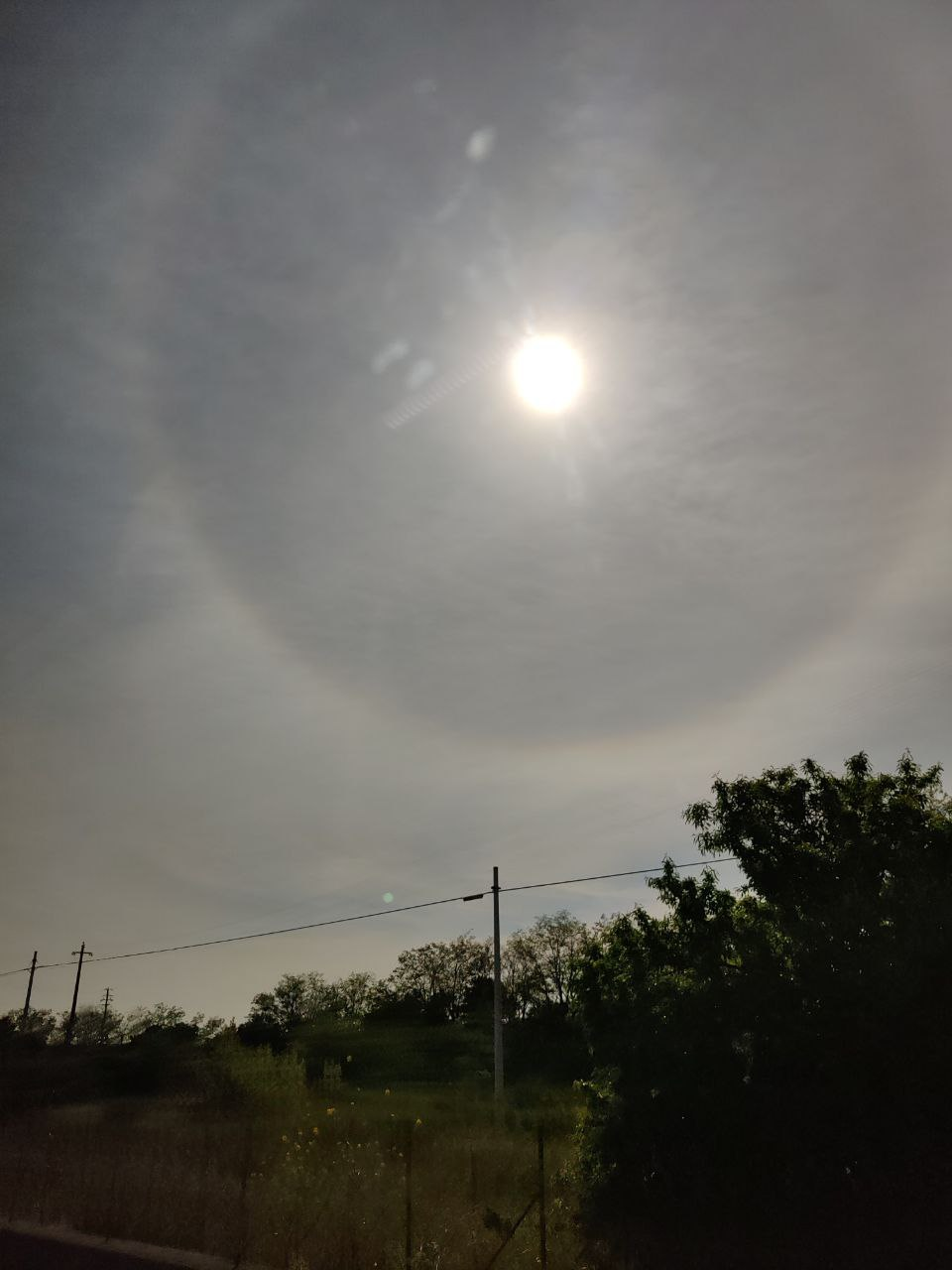
Alone di 22° (Murgia Barese, 21 aprile 2023, ore 9.37)

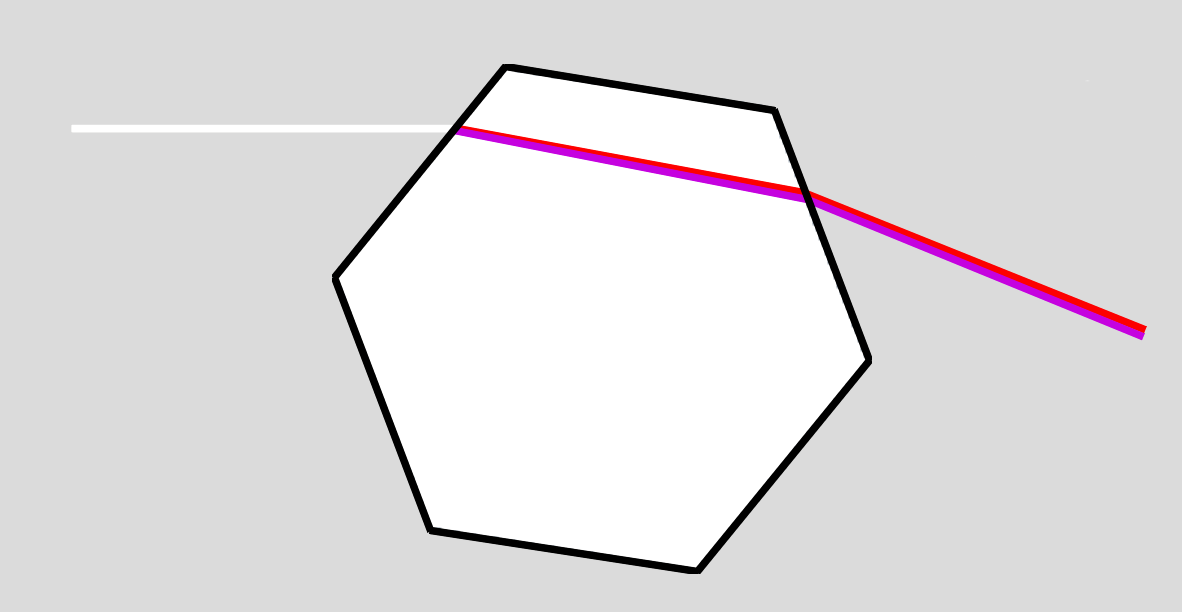
Percorso della luce attraverso un prisma esagonale con l'angolo ottimale che dà luogo alla deviazione minima.

Un alone di 22° è un tipo particolare di alone (fenomeno ottico) che forma un cerchio di 22° attorno al Sole o, più raramente, attorno alla Luna.

Si forma quando la luce solare è rifratta da milioni di cristalli di ghiaccio esagonali sospesi nell'atmosfera e orientati in tutte le direzioni. Il raggio corrisponde all'incirca alle dimensioni di una mano aperta alla distanza del braccio teso.

## Formazione
Gli aloni di 22° si formano quando il cielo contiene milioni di cristalli di ghiaccio disposti con un orientamento casuale. Alcuni di essi risultano allineati perpendicolarmente alla luce solare vista da uno specifico osservatore e questa luce produce nel cielo il cerchio illuminato di 22°; altri cristalli producono lo stesso fenomeno visto da altri osservatori.
Quando un raggio di luce passa attraverso l'angolo di 60° di un cristallo di ghiaccio prismatico esagonale, la luce viene deflessa due volte, generando angoli di deflessione che vanno da 22° a 50°. L'angolo di deviazione minima è di quasi 22° (più precisamente 21,84° in media; con 21,54° per il rosso e 22,37° per il blu). Questa variazione nella rifrazione, che è funzione della lunghezza d'onda, provoca una colorazione rossastra nella parte interna del cerchio e bluastra in quella esterna.
Poiché per angoli sotto i 22° la luce non viene rifratta, il cielo è più scuro all'interno dell'alone.

## Aspetti folkloristici
Il fenomeno avviene anche con la luce lunare e questo veniva ritenuto in passato essere un preavviso dell'arrivo del maltempo.
Come gli altri aloni di ghiaccio, gli aloni di 22° appaiono quando il cielo è coperto da sottili cirri contenenti i cristalli di ghiaccio che causano il fenomeno; la formazione dei cirri spesso anticipa un fronte di maltempo.
Il fenomeno ottico simile delle corone è prodotto invece da goccioline di acqua; le corone sono molto più piccole e colorate degli aloni di 22° e non devono essere confuse con essi.

## Galleria d'immagini

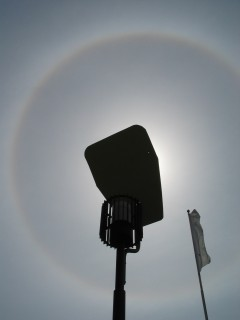
Un alone di 22° osservato in Finlandia nel giugno del 2003 caratterizzato da un bordo interno rossastro che si affievolisce a mano a mano che si arriva all'esterno.
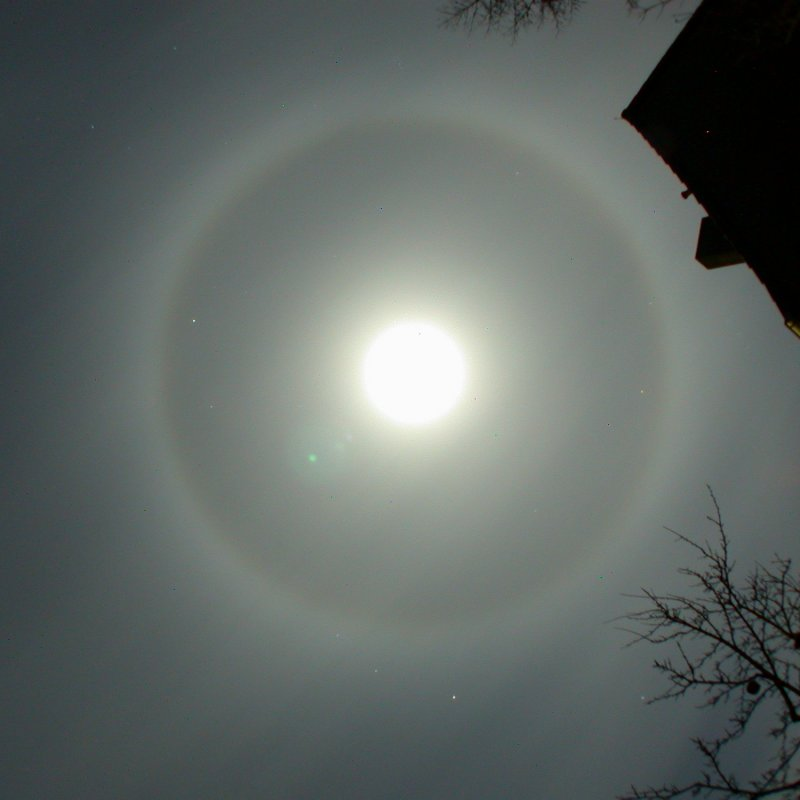
Alone lunare di 22° (Germania, 25 dicembre 2004).
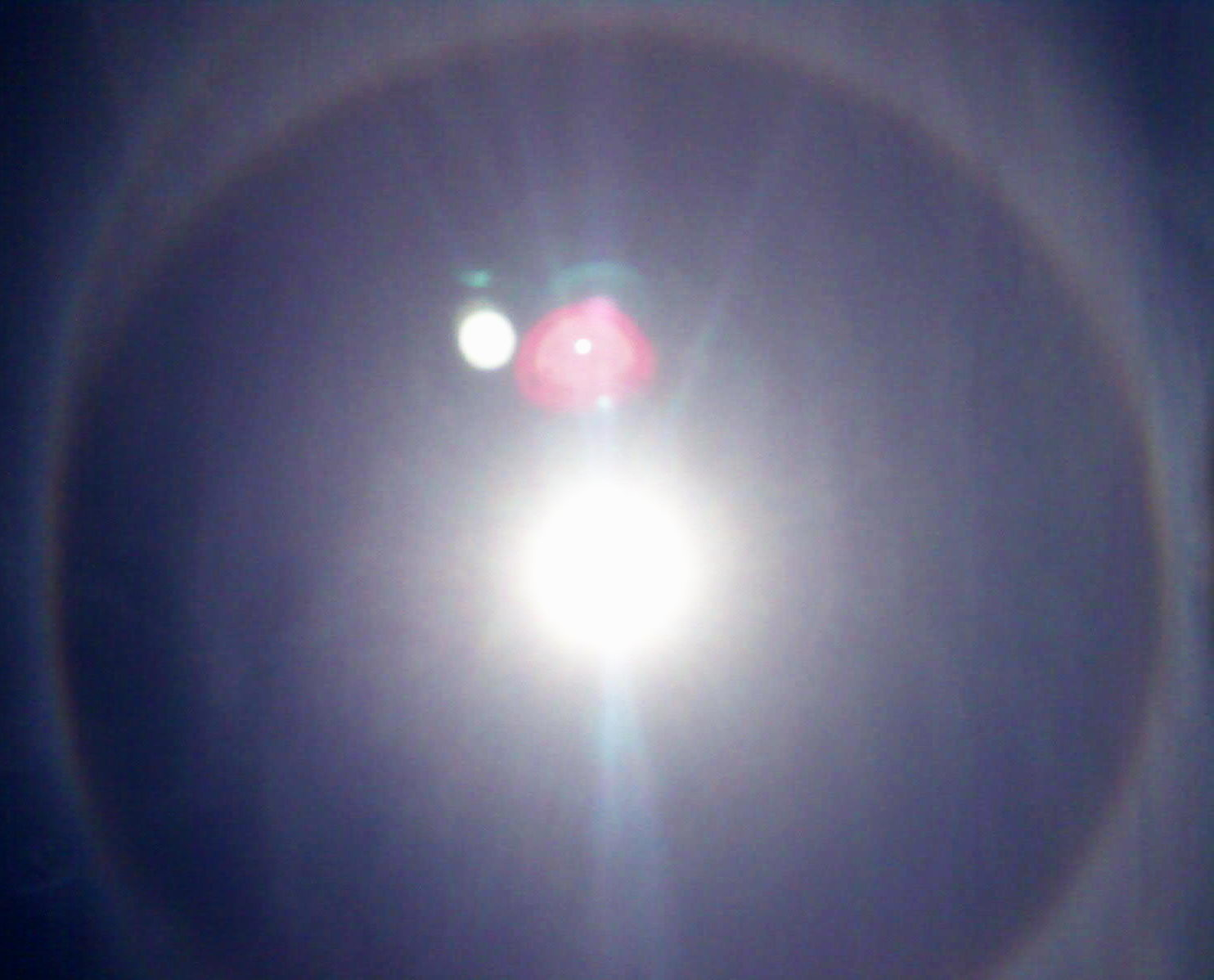
Alone solare.
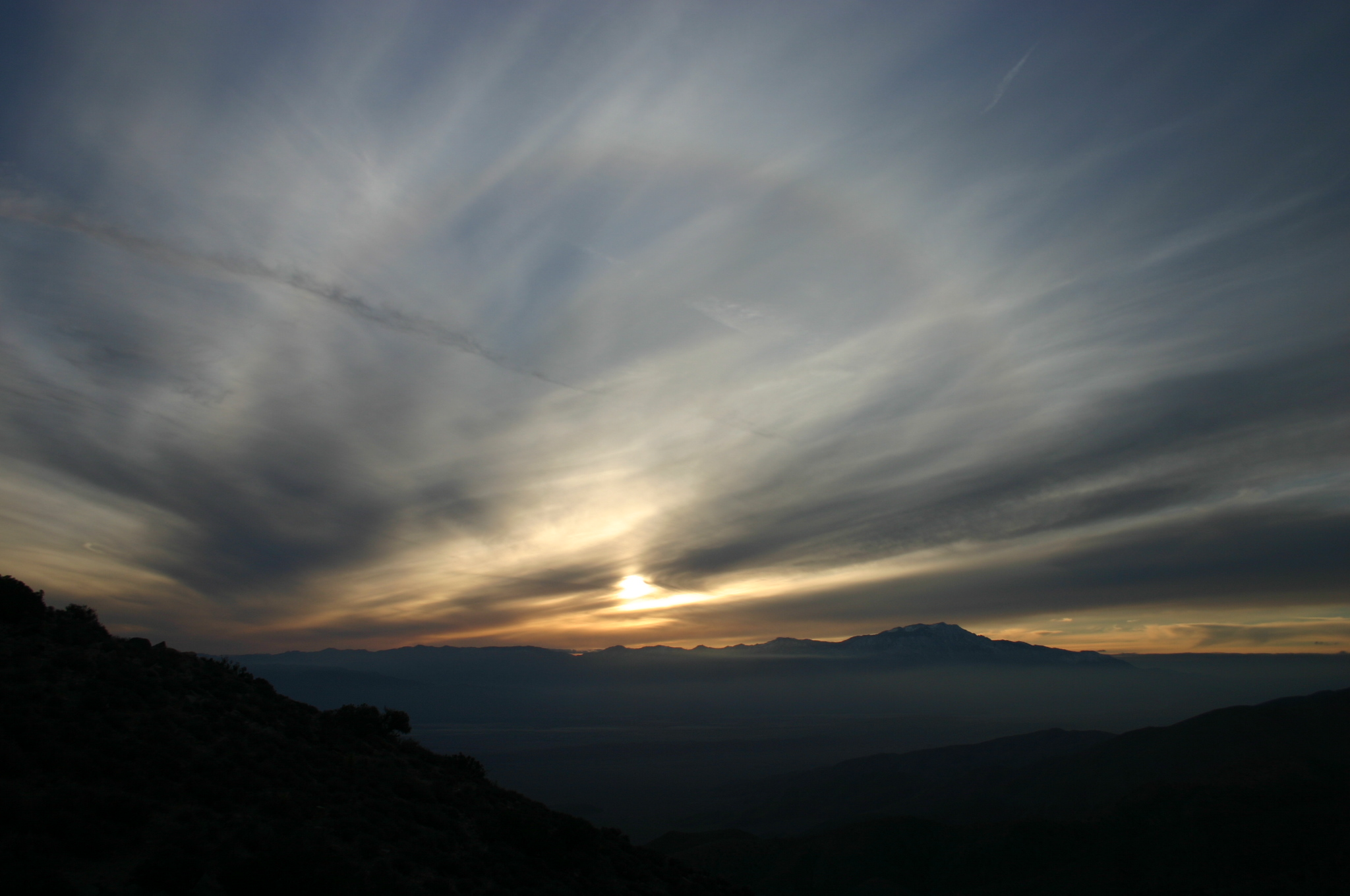
Alone di 22° in un tramonto al Joshua Tree National Park in California (gennaio 2005).
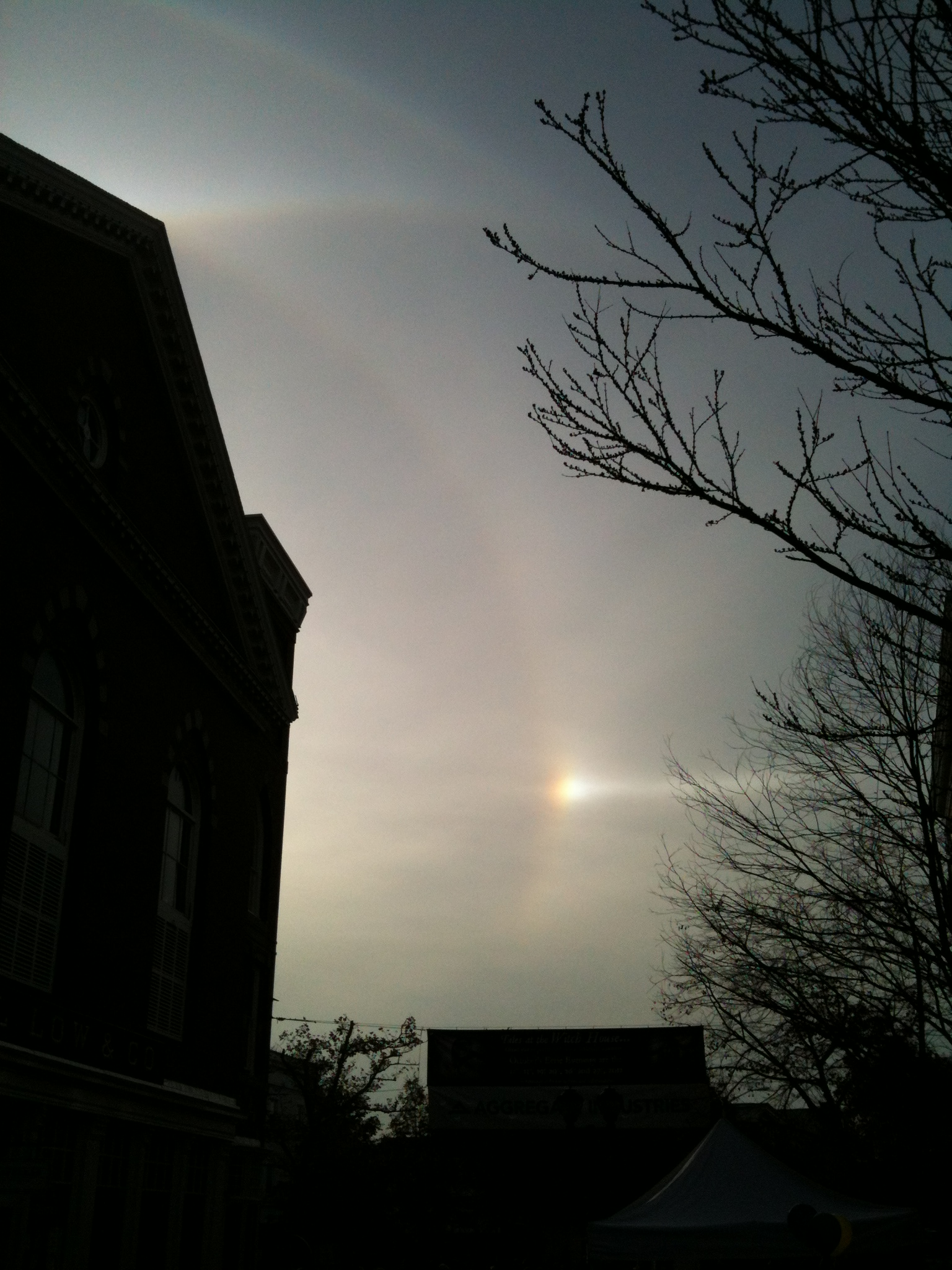
Alone solare di 22°, Salem (Massachusetts), 27 ottobre 2012. Visibili anche il parelio e l'arco tangente superiore.